# Hanumanthapura, Shimoga
Hanumanthapura là một làng thuộc tehsil Shimoga, huyện Shimoga, bang Karnataka, Ấn Độ.